# Cortina (musica)
Una cortina è un breve brano (20-60 secondi) di musica che viene suonato tra tandas in una milonga (un momento nella danza del tango). La cortina fa sapere ai ballerini che la tanda è finita. I partner possono quindi ringraziarsi a vicenda e tornare ai propri tavoli, per trovare un nuovo partner di ballo nella prossima tanda. Cortinas è usato in molte delle milonghe in Argentina e Uruguay e sempre di più altrove.